# María Hortal
María Haydeé Hortal Palma (21 de julio de 1927 - 24 de julio de 2021) fue una médica uruguaya con una vasta experiencia en investigación sobre microbiología y epidemiología.

## Biografía

### Formación
Hortal obtuvo los títulos de Licenciada en Ciencias Biológicas (1962) y Doctora en Ciencias Médicas (1965) en la Universidad de la República de Uruguay. Obtuvo una Maestría en Salud Pública otorgada por la Universidad de Míchigan en los Estados Unidos en 1970. Trabajó durante más de diez años como docente en el Departamento de Bacteriología y Virología de la Facultad de Medicina de la Universidad de la República, donde además fue coordinadora de proyectos de investigación en Microbiología.

### Carrera
En su carrera estuvo vinculada a instituciones como el Ministerio de Salud Pública, donde ejerció la jefatura del Laboratorio de Bacteriología del Servicio de Infectocontagiosos, del Laboratorio Nacional de Salud Pública y de la Unidad de Microbiología. También ofició como investigadora de primer nivel del Programa para el Desarrollo de las Ciencias Básicas PEDECIBA.
Durante su vasta trayectoria ganó varios premios y reconocimientos, entre ellos la Distinción Sindical al mérito científico y docente otorgada por el Comité Ejecutivo del Sindicato Médico de Uruguay, un Homenaje a la Labor Científica realizado por la Dirección de Ciencia y Tecnología del Ministerio de Educación y Cultura MEC, el Premio del Consejo de Investigación de los Estados Unidos, el Premio de la Agencia Sueca de Cooperación en Investigación con los Países en Desarrollo, un Premio de la Organización Panamericana de la Salud y un Premio del Centro Internacional de Investigaciones para el Desarrollo. Fue autora de más de un centenar de publicaciones científicas a nivel nacional e internacional.

## Publicaciones destacadas
- Infecciones intrahospitalarias en Uruguay: resistencia a los antibióticos de los principales microorganismos identificados. (1999)
- Impacto de Streptococcus pneumoniae en las neumonías del niño latinoamericano. (2000)
- Epidemiología molecular de Streptococcus pneumoniae. (2001)
- Vacunas Conjugadas Antineumococo: información para toma de decisiones. (2003)
- Neumonía comunitaria: su impacto en la demanda asistencial del Departamento de Emergencia Pediátrica. (2006)
- Primera experiencia nacional de vacunación anti-influenza en población infantil. (2006)
- Sífilis congénita: un problema tan antiguo como actual. (2008)